# Júlia Soares
Júlia das Neves Botega Soares (Curitiba, 23 de agosto de 2005) é uma ginasta artística brasileira que integra a Seleção Brasileira de Ginástica Artística Feminina. Especialista nos aparelhos trave e solo, ela é medalhista de bronze por equipes nos Jogos Olímpicos de Verão de 2024, em Paris, e medalhista de prata por equipes no Campeonato Mundial de Ginástica Artística de 2023, conquistas inéditas para a ginástica feminina do Brasil.
Individualmente, Júlia possui um movimento original na trave reconhecido e nomeado em sua homenagem no Código de Pontuação da Federação Internacional de Ginástica (FIG), o "The Soares". Ela também é medalhista de ouro em etapas da Copa do Mundo de Ginástica Artística, consolidando-se como uma das principais atletas do país em seus aparelhos de especialidade.

## Vida pessoal e Início na Ginástica
Júlia Soares nasceu em Curitiba, Paraná, e cresceu na cidade vizinha de Colombo. Iniciou na ginástica artística aos quatro anos de idade no CEGIN, em Curitiba, inspirada por sua irmã mais velha, Giovanna, que também praticava o esporte. Seu talento foi rapidamente notado pela técnica ucraniana Iryna Ilyashenko, que a convidou para integrar a equipe de rendimento do clube.
A família de Júlia foi fundamental em sua trajetória, superando diversas dificuldades financeiras para mantê-la no esporte de alto nível. Em entrevistas, a ginasta relembrou que sua família chegou a vender bombons e trufas para custear as despesas com transporte, alimentação e viagens para competições. O esforço familiar, aliado ao apoio do programa Geração Olímpica e Paralímpica do Governo do Paraná, foi crucial para que ela pudesse continuar treinando e competindo. Desde o início, ela tem como principal ídolo na modalidade a medalhista olímpica e mundial brasileira Daniele Hypólito.

## Carreira

### Categoria Júnior (2018–2019)
A carreira júnior de Júlia foi marcada por uma rápida ascensão e resultados expressivos tanto nacional quanto internacionalmente.

#### 2018
Em abril de 2018, competiu no prestigioso Troféu Cidade de Jesolo, na Itália, contribuindo para o sétimo lugar da equipe brasileira. No mesmo ano, demonstrou seu potencial no cenário nacional ao conquistar o ouro no individual geral e na trave no Campeonato Brasileiro. Em outubro, sagrou-se campeã Sul-Americana Júnior na trave. Fechou o ano com uma performance dominante no Campeonato Brasileiro Júnior, onde foi bronze no individual geral, mas garantiu o ouro na trave e prata no salto, paralelas assimétricas e solo, consolidando-se como uma das ginastas mais completas de sua geração.

#### 2019
Em 2019, já competindo entre atletas das categorias júnior e sênior no Campeonato Brasileiro de Aparelhos, ficou em quinto lugar no individual geral e conquistou medalhas de bronze na trave e no solo. Seu desempenho a qualificou para representar o Brasil na edição inaugural do Campeonato Mundial Juvenil, em Győr, Hungria, ao lado de Ana Luiza Lima e Christal Bezerra. No mundial, Júlia foi um dos destaques da equipe brasileira, que terminou na sétima posição. Individualmente, classificou-se para a final de trave, terminando em sétimo lugar, e ficou em 15º no individual geral.

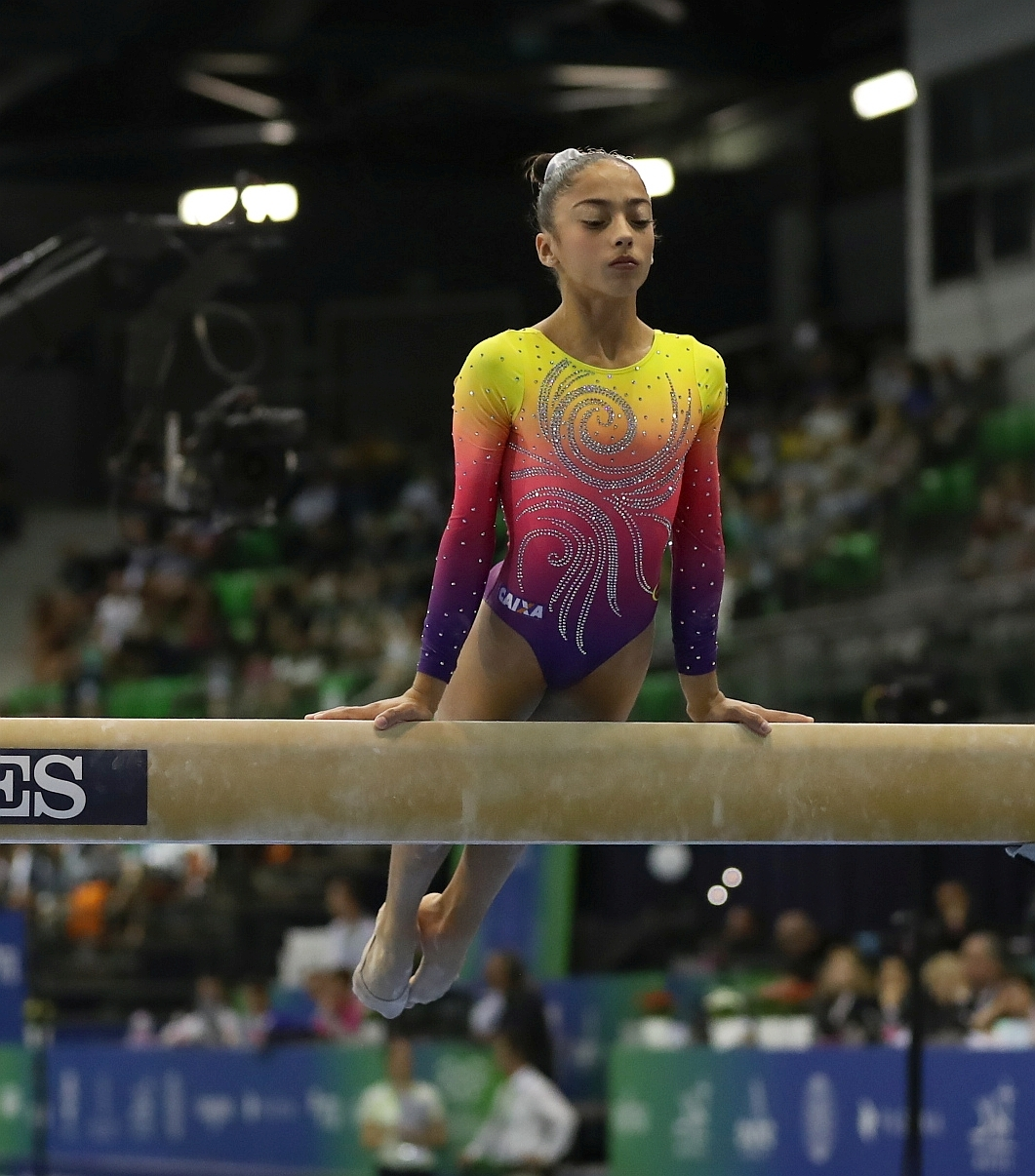
Soares competindo na trave durante o Campeonato Mundial Júnior de 2019.

No mesmo ano, no Campeonato Sul-Americano Júnior em Cali, Colômbia, ajudou o Brasil a conquistar a prata por equipes e brilhou individualmente, com um bronze no individual geral, prata na trave e ouro no solo. Encerrou sua carreira júnior de forma espetacular no Campeonato Brasileiro Juvenil, vencendo quatro medalhas de ouro: individual geral, trave, solo e salto.

### Categoria Sênior (2021–Presente)

#### 2021
Júlia fez sua estreia na categoria sênior no Campeonato Pan-Americano no Rio de Janeiro. No evento, foi peça chave para a conquista da medalha de ouro do Brasil na competição por equipes. Além do sucesso coletivo, ela conquistou a medalha de bronze na final de trave. Foi nesta competição que Júlia eternizou seu nome na ginástica ao executar com sucesso um movimento inédito, a entrada na trave em vela com meia pirueta, que foi oficialmente homologado como "The Soares" no Código de Pontuação da FIG.

#### 2022
Em 2022, Júlia se firmou como uma das principais solistas do mundo. Na etapa de Baku da Copa do Mundo de Ginástica Artística, ela conquistou sua primeira medalha de ouro em eventos da FIG, com uma performance aclamada no solo. No Campeonato Pan-Americano, novamente ajudou a equipe brasileira a garantir o ouro e a vaga para o Campeonato Mundial em Liverpool. Em setembro, foi o grande destaque dos Jogos Sul-Americanos, onde conquistou quatro medalhas de ouro: por equipes, no individual geral, na trave e no solo. No Mundial de Liverpool, contribuiu para a inédita quarta colocação da equipe brasileira.

#### 2023
O ano de 2023 foi histórico para a ginástica brasileira. Na etapa de Stuttgart da Copa do Mundo (DTB Team Challenge), Júlia foi ouro no solo com uma nota de 13.500. O auge do ano veio no Campeonato Mundial da Antuérpia, onde Júlia, ao lado de Rebeca Andrade, Flávia Saraiva, Lorrane Oliveira e Jade Barbosa, conquistou a medalha de prata por equipes, a primeira medalha por equipes do Brasil em um mundial de ginástica. Nos Jogos Pan-Americanos de 2023 em Santiago, ajudou a equipe a conquistar a medalha de prata.

#### 2024: A consagração Olímpica

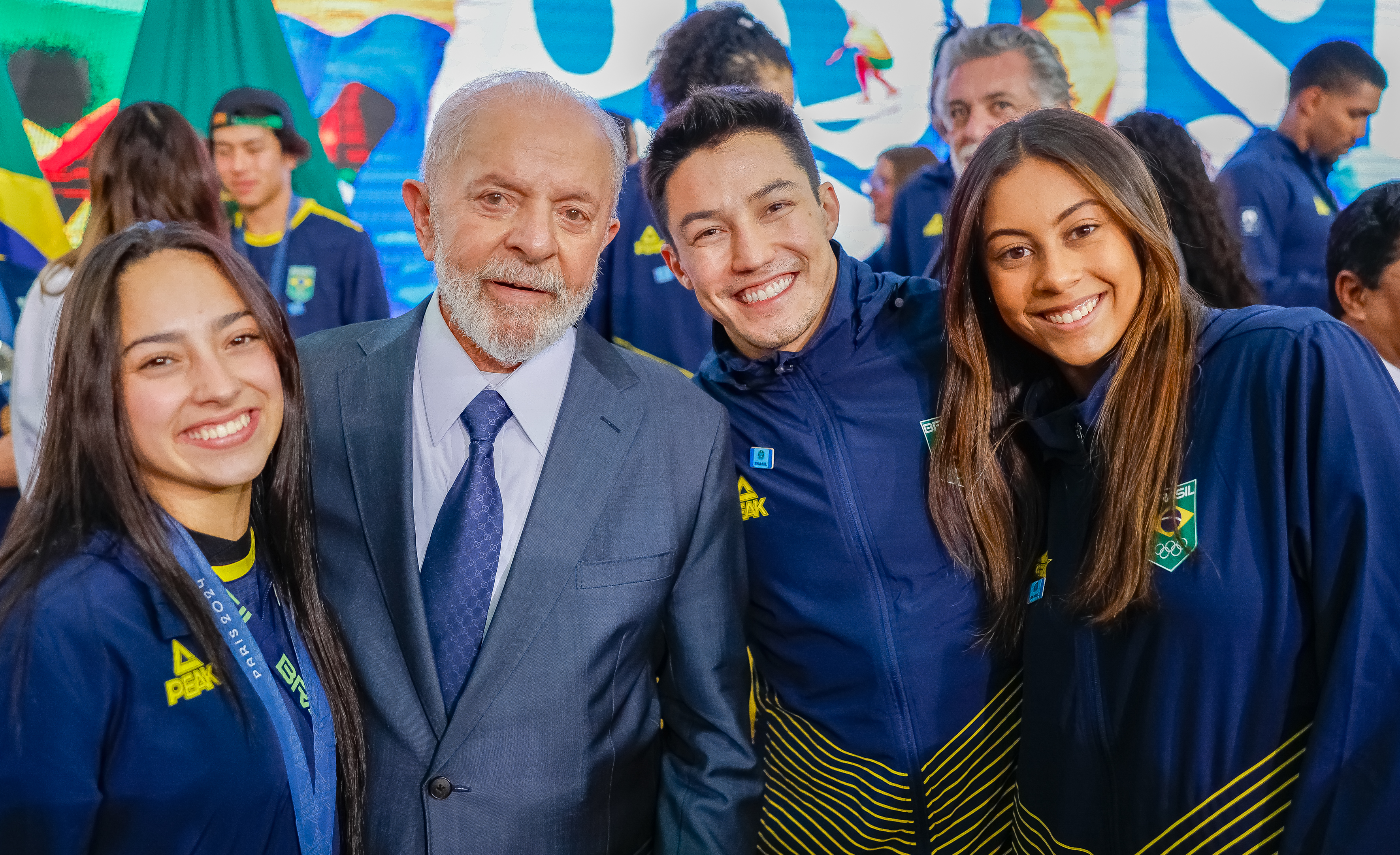
Júlia Soares (à esquerda), ao lado de Arthur Nory e Bárbara Domingos, com o presidente Lula após os Jogos Olímpicos.

Júlia fez sua estreia olímpica nos Jogos Olímpicos de Verão de 2024, em Paris. Na fase classificatória, suas performances seguras na trave (13.800) e no solo (13.900) foram cruciais para a classificação do Brasil para a final por equipes. Na final por equipes, executou novamente uma série de solo de alta qualidade, recebendo 13.966 pontos, a maior nota da equipe neste aparelho. Ao final da competição, o time brasileiro, composto por Júlia, Rebeca Andrade, Flávia Saraiva, Jade Barbosa e Lorrane Oliveira, conquistou a histórica medalha de bronze, a primeira medalha olímpica de uma equipe de ginástica do Brasil. Individualmente, Júlia se classificou para a final de trave, terminando na sétima posição.

## Estilo e Habilidades Técnicas

### Análise Técnica
Júlia Soares é reconhecida por sua consistência e limpeza de execução, especialmente em seus aparelhos de especialidade. Na trave, suas séries são caracterizadas pela segurança e pela presença de elementos acrobáticos complexos conectados a elementos de dança. Sua principal marca é a entrada que leva seu nome, "The Soares". No solo, seu estilo combina acrobacias de alta dificuldade com uma forte presença artística. Suas séries frequentemente incluem sequências como o duplo mortal esticado (full-in) e o duplo mortal carpado, executados com boa altura e aterrissagens controladas.

### O Elemento "The Soares"
No Campeonato Pan-Americano de 2021, Júlia apresentou pela primeira vez em uma competição internacional um movimento de entrada na trave que consiste em um salto para a parada de mãos (vela), seguido por uma pirueta de 180° (meia-volta) antes de descer para a posição deitada no aparelho.
- Nome oficial: The Soares
- Aparelho: Trave de equilíbrio (BB)
- Descrição técnica (FIG): Jump to clear support on one leg, handstand with 1/2 turn (180°) in handstand phase, to land in side seat.
- Valor de Dificuldade: D (0.400 pontos)

A homologação do movimento foi um marco em sua carreira, colocando-a em um seleto grupo de ginastas com elementos nomeados no Código de Pontuação. A dificuldade do elemento é notória; em 2024, um vídeo da ginasta americana Sophia Campana tentando executar o "Soares" e encontrando dificuldades viralizou, destacando a complexidade e a habilidade exigidas para a sua correta execução.

### Coreografia e Expressão Artística
A expressão artística de Júlia no solo é um de seus pontos fortes, desenvolvida em colaboração com o coreógrafo Rhony Ferreira. Ao longo de sua carreira sênior, ela demonstrou grande versatilidade. Inicialmente, utilizou temas como "Aladdin", mas evoluiu para músicas mais maduras e com forte apelo ao público. Para o ciclo olímpico de Paris, a estratégia foi adotar músicas brasileiras e francesas. Ela utilizou "Cheia de Manias", do grupo Raça Negra, e "Milord", de Édith Piaf. A escolha de "Cheia de Manias" foi particularmente bem-sucedida, gerando grande engajamento do público e da mídia, e se tornando uma de suas marcas registradas durante as conquistas de 2023 e 2024.

## Histórico Competitivo
| Ano                      | Evento                                                | Equipe           | AA                | VT                | UB                | BB                | FX                |
| Júnior                   | Júnior                                                | Júnior           | Júnior            | Júnior            | Júnior            | Júnior            | Júnior            |
| ------------------------ | ----------------------------------------------------- | ---------------- | ----------------- | ----------------- | ----------------- | ----------------- | ----------------- |
| 2018                     | Troféu Cidade de Jesolo                               | 7                | 34                |                   |                   |                   |                   |
| 2018                     | Campeonato Brasileiro                                 |                  | Medalha de ouro   | Medalha de bronze | Medalha de prata  | Medalha de ouro   |                   |
| 2018                     | Campeonato Brasileiro de Aparelhos                    | Medalha de prata |                   |                   | 5                 | Medalha de bronze | 5                 |
| 2018                     | Campeonato Sul-Americano Juvenil                      | Medalha de ouro  |                   |                   | Medalha de bronze | 4                 | Medalha de ouro   |
| 2018                     | Campeonato Brasileiro Juvenil                         |                  | Medalha de bronze | Medalha de prata  | Medalha de prata  | Medalha de ouro   | Medalha de prata  |
| 2019                     | WOGA Classic                                          | 7                | 7                 |                   |                   |                   |                   |
| 2019                     | Campeonato Brasileiro de Aparelhos                    | 5                |                   |                   |                   | Medalha de bronze | Medalha de bronze |
| 2019                     | Campeonato Mundial Juvenil                            | 7                | 15                |                   |                   | 7                 |                   |
| 2019                     | Campeonato Brasileiro                                 | Medalha de ouro  | Medalha de ouro   | Medalha de bronze | Medalha de prata  | Medalha de ouro   | Medalha de ouro   |
| 2019                     | Campeonato Sul-Americano Juvenil                      | Medalha de prata | Medalha de bronze |                   |                   | Medalha de prata  | Medalha de ouro   |
| Sênior                   |                                                       |                  |                   |                   |                   |                   |                   |
| 2021                     |                                                       |                  |                   |                   |                   |                   |                   |
| Campeonato Pan-Americano | Medalha de ouro                                       |                  |                   |                   | Medalha de bronze |                   |                   |
| Campeonato Brasileiro    | Medalha de prata                                      | 4                |                   | 6                 |                   | Medalha de ouro   |                   |
| 2022                     | Copa do Mundo - Baku                                  |                  |                   |                   |                   |                   | Medalha de ouro   |
| 2022                     | Gymnasiade                                            | 4                | 6                 |                   |                   |                   |                   |
| 2022                     | Campeonato Pan-Americano                              | Medalha de ouro  |                   |                   |                   |                   | 6                 |
| 2022                     | Campeonato Brasileiro                                 | Medalha de prata | Medalha de bronze |                   | 6                 | Medalha de prata  | Medalha de bronze |
| 2022                     | Jogos Sul-Americanos                                  | Medalha de ouro  | Medalha de ouro   |                   |                   | Medalha de ouro   | Medalha de ouro   |
| 2022                     | Campeonato Mundial                                    | 4                |                   |                   |                   |                   |                   |
| 2023                     | Copa do Mundo - Stuttgart                             | 9                |                   |                   |                   | 4                 | Medalha de ouro   |
| 2023                     | Campeonato Mundial                                    | Medalha de prata |                   |                   |                   | 19 (Q)            | 28 (Q)            |
| 2023                     | Jogos Pan-Americanos                                  | Medalha de prata |                   |                   |                   | 4                 |                   |
| 2023                     | Memorial Arthur Gander                                | Medalha de prata |                   |                   |                   |                   |                   |
| 2024                     | Troféu Cidade de Jesolo                               | Medalha de prata | 10                |                   | 8                 | 4                 |                   |
| 2024                     | Jogos Olímpicos de Paris\|23 (Q)\|—\|24 (Q)\|7\|9 (Q) |                  |                   |                   |                   |                   |                   |

Legenda:(Q) = Nota na fase classificatória; as células vazias indicam que a atleta não competiu no aparelho ou não avançou à final.